# Phaenopoma
Phaenopoma là một chi nhện trong họ Thomisidae.